# Buenos Aires (tổng)
Buenos Aires là một tổng trong tỉnh Puntarenas, Costa Rica. Tổng này có diện tích 2384,22 km², dân số năm 2008 là 47576 người..